# John Bampfylde (1er baronnet)
John Bampfylde, 1er baronnet (c 1610 - avril 1650) de Poltimore et de North Molton et Tamerton Foliot (tous dans le Devon), est un avocat et homme politique anglais. Il est l'un des dirigeants parlementaires du Devonshire pendant la guerre civile. 

## Biographie

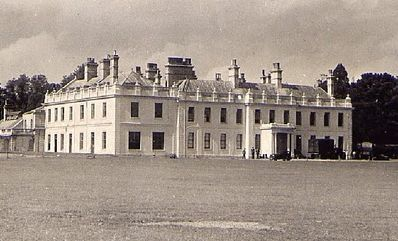
Poltimore House, siège de la famille Bampfylde

Il est le troisième fils de John Bampfield (en) de Poltimore et de North Molton dans le Devon, et de son épouse Elizabeth Drake, fille de Thomas Drake (décembre 1610) de Buckland Drake, frère du grand amiral Francis Drake (1546-1596). Au cours du XVIIe siècle, le nom de la famille change de Baumfield à Bampfylde en passant par Bamfield. 
Il s'inscrit au Wadham College d'Oxford le 30 octobre 1629, à l'âge de 19 ans, et étudie à Middle Temple en 1630. 
En novembre 1640, il est élu député de Penryn, dans le comté de Cornouailles, lors du Long Parlement. Au cours de la guerre civile, il s'allie d'abord aux royalistes et est créé baronnet de Poltimore, dans le comté de Devon, par le roi Charles Ier le 14 juillet 1641. Plus tard, il se range du côté des parlementaires. Il siège au long parlement jusqu'en 1648, année de son isolement après la Purge de Pride. 

## Mariage et descendance
Le 3 mai 1637, il épouse Gertrude Coplestone (décédée en 1658), fille d'Amias Coplestone (1582-1621) de Copleston dans la paroisse de Colebrooke et de Warleigh House dans la paroisse de Tamerton Foliot, tous deux situés dans le Devon. Cohéritière de son frère John V Coplestone (1609-1632), elle hérite notamment du manoir de Tamerton Foliot, qui passe ainsi à la famille Bampfylde. La famille Bampfylde utilise Warleigh House de Tamerton Foliot comme siège secondaire. Avec Gertrude, il a treize enfants, huit filles et cinq fils. 
Il est enterré à Poltimore et est remplacé comme baronnet par son fils aîné Coplestone Bampfylde (2e baronnet) (c. 1633-1692), dont le descendant est George Bampfylde (1er baron Poltimore) (1786-1858). 